# QEMU
QEMU is een processoremulator waardoor besturingssystemen getest kunnen worden door middel van een virtuele machine. Het principe is gebaseerd op dynamische binaire vertaling. Deze vertaling gebeurt door het omzetten van code zodat de processor deze kan begrijpen. Het is makkelijk te porten naar nieuwe host-CPU-architecturen.

## Functies
In combinatie met CPU-emulatie biedt het ook een reeks van het apparaatmodellen, waardoor het een verscheidenheid aan ongewijzigde gastbesturingssystemen kan draaien. Het kan dus worden gezien als een gehoste virtuele machine monitor. Ook een versnelde modus is aanwezig, voor het ondersteunen van zowel binaire vertaling (voor kernelcode) als native uitvoering (voor gebruikerscode), op dezelfde manier als VMware Workstation en Microsoft Virtual PC.
Er is ook USB 3.0-ondersteuning aanwezig.

## Versiegeschiedenis
- 7 mei 2011 - 0.14.1
- 1 december 2011 - 1.0
- 5 september 2012 - 1.2.0
- 3 december 2012 - 1.3.0
- 28 januari 2013 - 1.3.1
- 17 november 2012 - 1.4[4]
- 20 mei 2013 - 1.5[5]
- 15 augustus 2013 - 1.6[6][7]
- 28 november 2013 - 1.7[3]
- 17 april 2014 - 2.0[8]
- 1 augustus 2014 - 2.1[9]
- 9 december 2014 - 2.2[10]
- 27 april 2015 - 2.3[11][12]
- 11 augustus 2015 - 2.4[13]
- 16 december 2015 - 2.5
- 14 december 2022 - 7.2.0